# Ludvík Vilém I. Bádenský
Ludvík Vilém I. Bádenský, známý jako Turecký Ludvík, Štít říše či Rudý král (8. dubna 1655, Paříž – 4. ledna 1707, Rastatt) byl markrabě bádensko-bádenský a velitel říšských císařských vojsk, který se vyznamenal ve válkách s Turky. Ve své době byl počítán za jednoho z největších turkobijců, posléze jej zastínil jeho bratranec Evžen Savojský.

## Životopis
V roce 1688 dobyl Bělehrad, o rok později se stal vrchním velitelem císařské armády v Uhersku a dosáhl zde několika velkých vítězství, mimo jiné v bitvě u Slankamene (16. srpen 1691). Zúčastnil se dále bojů na Rýně ve válkách proti Francii (devítiletá válka 1688–1697 a války o španělské dědictví 1701–1714). V roce 1702 dobyl Landau, ale krátce poté se střetl s vojsky maršála Villarse v bitvě u Friedlingenu, která se hodnotí buďto jako nerozhodná, nebo jako nevýrazné francouzské vítězství.

## Rodina a potomci
27. března 1690 se markrabě oženil s o dvacet let mladší Františkou Sibylou Augustou, princeznou Sasko-Lauenburskou (21.1.1675–1733). Z tohoto manželství se narodilo 9 dětí, z nichž jen tři se dožily alespoň 10 let.
- Leopold Vilém (* 28. 11. 1695 Günzburg; † 19. 5. 1696 tamže)
- Charlotta (* 7. 8. 1696 Günzburg; † 16. 1. 1700 tamže (?))
- Karel Josef (* 30. 9. 1697 Augsburg; † 9. 3. 1703 Ostrov nad Ohří)
- Vilemína (* 14. 8. 1700 Norimberk; † 16. 5. 1702 Ostrov nad Ohří)
- Luisa (* 8. Mai 1701 Norimberk; † 23. 9. 1707)
- Ludvík Jiří Simpert (1702–1761), markrabě z Baden-Badenu
- Vilém Jiří Simpert (* 5. 9. 1703 Aschaffenburg; † 16. 2. 1709 Baden-Baden)
- Augusta Marie Johanna (1704–1726) ⚭ 13. 7. 1724 Ludvík, vévoda Orleánský (1703–1752)
- August Jiří Simpert (1706–1771), markrabě z Baden-Badenu